# Doroczna Nagroda Ministra Kultury i Dziedzictwa Narodowego

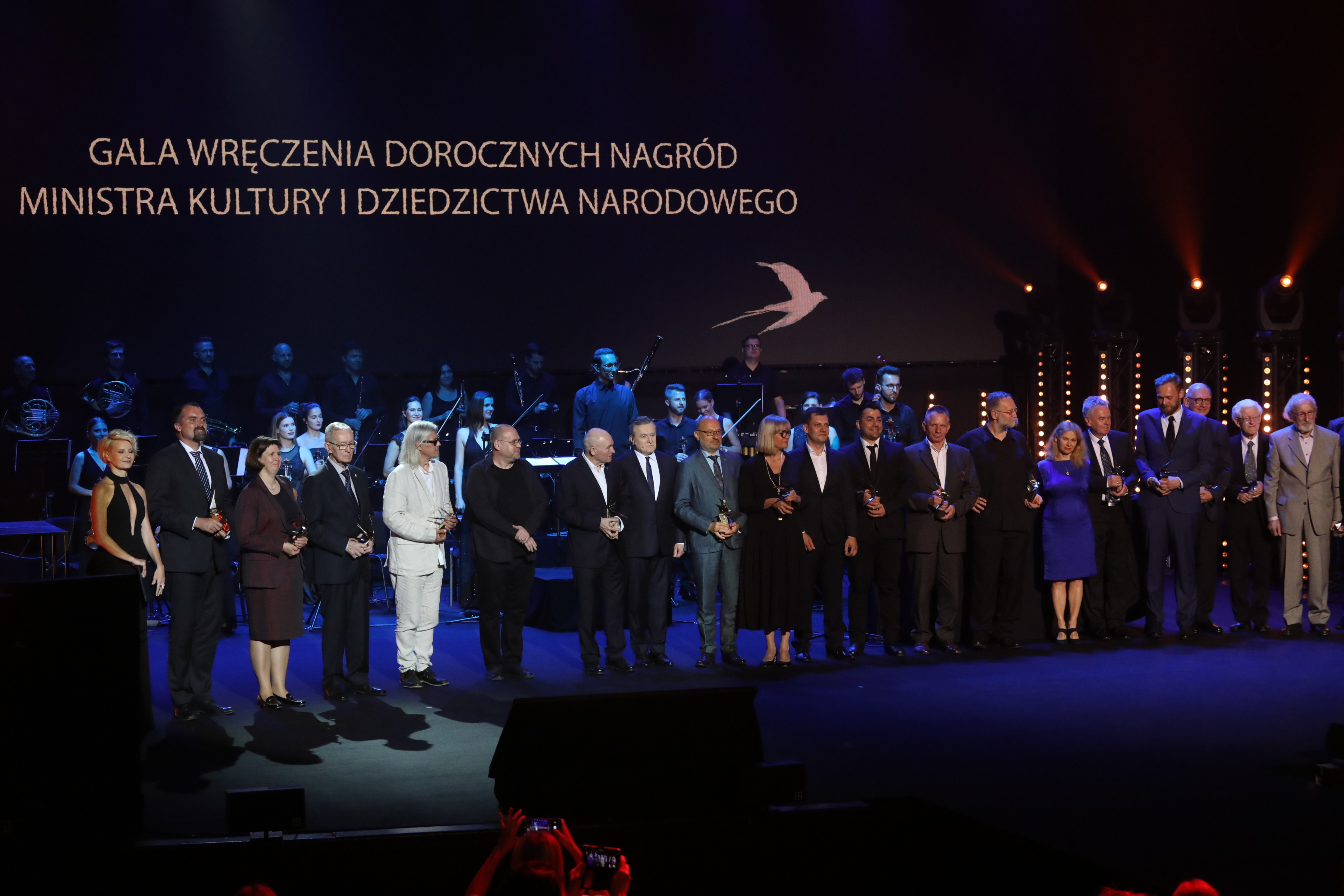
Gala wręczenia Dorocznych Nagród Ministra Kultury i Dziedzictwa Narodowego, 2019

Doroczna Nagroda Ministra Kultury i Dziedzictwa Narodowego – wręczana od 1997 polskim artystom, twórcom i animatorom kultury.
Nagrodę wręcza Minister Kultury i Dziedzictwa Narodowego za całokształt działalności twórcy lub wybitne osiągnięcia w danym roku w konkretnej dziedzinie.
Może zadecydować o jej wręczeniu osobiście albo korzystając z sugestii środowisk twórczych, stowarzyszeń, instytucji kultury, uczelni wyższych, kuratorów oświaty, organów administracji rządowej, organów samorządowych, instytutów badawczych związanych z MKiDN lub Polskiej Akademii Nauk.

## Laureaci w roku 2024[2]
| Kategoria                 | Laureat                         |
| ------------------------- | ------------------------------- |
| Sztuki wizualne           | Agnieszka Brzeżańska            |
| Animator kultury          | Zofia Bisiak                    |
| Teatr                     | Teatr 21                        |
| Ochrona dziedzictwa       | Stowarzyszenie Twórców Ludowych |
| Film                      | Korek Bojanowski                |
| Taniec                    | Centrum w Ruchu                 |
| Kultura ludowa            | Antoni Kroh                     |
| Muzyka                    | Marta Gardolińska               |
| Mecenas kultury           | Fundacja EFC                    |
| Literatura                | Małgorzata Łukasiewicz          |
| Architektura i Przestrzeń | Aleksandra Wasilkowska          |
| Całokształt twórczości    | Irena Jun                       |

## Laureaci w roku 2023[3]
| Kategoria                                                         | Laureat                 |
| ----------------------------------------------------------------- | ----------------------- |
| Literatura                                                        | Andrzej Sapkowski       |
| Teatr                                                             | Andrzej Mastalerz       |
| Film                                                              | Dorota Kobiela-Welchman |
| Kultura cyfrowa                                                   | Miłosz Lodowski         |
| Sztuki wizualne                                                   | Ignacy Czwartos         |
| Twórczość ludowa                                                  | Zdzisław Marczuk        |
| Upowszechnianie kultury                                           | Gołda Tencer            |
| Upowszechnianie kultury                                           | Janusz Knap             |
| Taniec                                                            | Henryk Konwiński        |
| Muzyka                                                            | Janusz Wawrowski        |
| Edukacja artystyczna                                              | Elżbieta Tarnawska      |
| Restytucja utraconych dzieł                                       | Marta Bienias           |
| Architektura                                                      | Marek Budzyński         |
| Ochrona dziedzictwa kulturowego                                   | Jan Jarosz              |
| Ochrona dziedzictwa kulturowego za granicą                        | Anna Sylwia Czyż        |
| Design                                                            | Aleksandra Gaca         |
| Mecenas kultury                                                   | Maciej Balcerak         |
| Laureat Nagrody im. Tomasza Merty „Między literaturą, a historią” | Rafał Ziemkiewicz       |
| Całokształt twórczości                                            | Roman Lasocki           |
| Całokształt twórczości                                            | Włodzimierz Staniewski  |

## Laureaci w roku 2022[4]
| Kategoria                                                | Laureat                |
| -------------------------------------------------------- | ---------------------- |
| Teatr                                                    | Ewa Błaszczyk          |
| Film                                                     | Rafał Geremek          |
| Architektura                                             | Krzysztof Ingarden     |
| Literatura                                               | Wojciech Kudyba        |
| Taniec                                                   | Aleksandra Dziurosz    |
| Twórczość ludowa                                         | Zbigniew Wałach        |
| Twórczość ludowa                                         | Witold Kuczyński       |
| Edukacja artystyczna                                     | Paweł Zawadzki         |
| Restytucja utraconych dzieł                              | Anna Lewandowska       |
| Nagroda im. Tomasza Merty „Między literaturą a historią” | Marek Cichocki         |
| Muzyka                                                   | Anna Radziejewska      |
| Upowszechnianie kultury                                  | Waldemar Malicki       |
| Upowszechnianie kultury                                  | Piotr Gociek           |
| Kultura cyfrowa                                          | Fundacja Game Music    |
| Ochrona dziedzictwa narodowego                           | Krzysztof Pawłowski    |
| Ochrona dziedzictwa narodowego                           | Romuald Rzeszutek      |
| Ochrona dziedzictwa kulturowego za granicą               | Piotr Niemcewicz       |
| Design                                                   | Władysław Pluta        |
| Mecenas kultury                                          | KGHM Polska Miedź S.A. |
| Sztuki wizualne                                          | Jarosław Modzelewski   |
| Całokształt twórczości                                   | Krzysztof Jakowicz     |
| Całokształt twórczości                                   | Leszek Długosz         |

## Laureaci w roku 2021[1]
| Kategoria                                                | Laureat                                          |
| -------------------------------------------------------- | ------------------------------------------------ |
| Teatr                                                    | Jarosław Gajewski                                |
| Teatr                                                    | Ewa Dałkowska                                    |
| Film                                                     | Arkadiusz Gołębiewski                            |
| Literatura                                               | Krzysztof Masłoń                                 |
| Literatura                                               | Wojciech Stanisławski                            |
| Sztuki wizualne                                          | Ludwika Ogorzelec                                |
| Architektura                                             | Witold Cęckiewicz                                |
| Taniec                                                   | Ryszard Kalinowski                               |
| Twórczość ludowa                                         | Edmund Zieliński                                 |
| Edukacja artystyczna                                     | Urszula Kryger                                   |
| Edukacja artystyczna                                     | Bartosz Bryła                                    |
| Kultura cyfrowa                                          | Stowarzyszenie Sportów Elektronicznych z Katowic |
| Upowszechnianie kultury                                  | Zofia Chechlińska                                |
| Upowszechnianie kultury                                  | Teresa Chylińska                                 |
| Upowszechnianie kultury                                  | Irena Poniatowska                                |
| Muzyka                                                   | Piotr Paleczny                                   |
| Muzyka                                                   | Konstanty Andrzej Kulka                          |
| Ochrona dziedzictwa kulturowego                          | Wit Wojtowicz                                    |
| Ochrona dziedzictwa kulturowego                          | Jacenty Matysiak                                 |
| Ochrona Dziedzictwa kulturowego za granicą               | Stowarzyszenie Rodzina Ponarska                  |
| Design                                                   | Dorota Kabała                                    |
| Nagroda im. Tomasza Merty „Między literaturą a historią” | Piotr Semka                                      |
| Mecenas kultury                                          | Polskie Górnictwo Naftowe i Gazownictwo SA       |
| Całokształt twórczości                                   | Lidia Grychtołówna                               |
| Całokształt twórczości                                   | Jerzy Maksymiuk                                  |

## Laureaci w roku 2020[5]
| Kategoria                                  | Laureat                                       |
| ------------------------------------------ | --------------------------------------------- |
| Teatr                                      | Leszek Mądzik                                 |
| Film                                       | Maria Dłużewska                               |
| Muzyka                                     | Milo Kurtis                                   |
| Muzyka                                     | Michał Lorenc                                 |
| Taniec                                     | Romana Agnel                                  |
| Całokształt twórczości                     | Katarzyna Łaniewska                           |
| Całokształt twórczości                     | Kazimierz Kord                                |
| Całokształt twórczości                     | Wiesław Gołas                                 |
| Sztuki wizualne                            | Jacek Adamas                                  |
| Upowszechnianie kultury                    | Elżbieta Stanisława Alicja Janowska-Moniuszko |
| Ochrona dziedzictwa kulturowego            | Bogumiła Rouba                                |
| Ochrona dziedzictwa kulturowego            | Zbigniew Wawer                                |
| Ochrona dziedzictwa narodowego             | BohaterOn (Fundacja SENSORIA/Fundacja ROSA)   |
| Ochrona dziedzictwa kulturowego za granicą | Biblioteka Narodowa (nagroda honorowa)        |
| Ochrona dziedzictwa kulturowego za granicą | Joanna Borysiak                               |
| Ochrona dziedzictwa kulturowego za granicą | Dorota Fortuna                                |
| Ochrona dziedzictwa kulturowego za granicą | Jerzy Piórecki                                |
| Literatura                                 | Wojciech Wencel                               |
| Edukacja artystyczna                       | Agata Sapiecha                                |
| Twórczość ludowa                           | Ryszard Rabeszko                              |
| Design                                     | Bartosz Piotrowski                            |
| Mecenas Kultury – nagroda honorowa         | Łódzka Specjalna Strefa Ekonomiczna           |
| Nagroda im. Tomasza Merty                  | Wojciech Roszkowski                           |

## Laureaci w roku 2019[6]
| Kategoria                                                 | Laureat                                     |
| --------------------------------------------------------- | ------------------------------------------- |
| Teatr                                                     | Piotr Tomaszuk                              |
| Film                                                      | Robert Kaczmarek                            |
| Muzyka                                                    | Sławomir Łosowski                           |
| Muzyka                                                    | Agata Zubel                                 |
| Muzyka                                                    | Piotr Moss                                  |
| Literatura                                                | Janusz Szuber                               |
| Sztuki wizualne                                           | Janusz Kapusta                              |
| Taniec                                                    | Wiesław Dudek                               |
| Twórczość ludowa                                          | Adam Strug                                  |
| Ochrona dziedzictwa kulturowego                           | Związek Podhalan                            |
| Ochrona dziedzictwa kulturowego                           | Monika Krawczyk                             |
| Ochrona dziedzictwa kulturowego za granicą                | Janusz Smaza                                |
| Ochrona dziedzictwa kulturowego za granicą                | Jakub Kumoch                                |
| Upowszechnianie kultury                                   | Łukasz Kossowski i Irena Dżurkowa-Kossowska |
| Upowszechnianie kultury                                   | Lech Śliwonik                               |
| Edukacja artystyczna                                      | Andrzej Jasiński                            |
| Kultura cyfrowa                                           | Tomasz Dobosz i Mariusz Laszuk              |
| Całokształt twórczości                                    | Franciszek Pieczka                          |
| Całokształt twórczości                                    | Barbara Krafftówna                          |
| Architektura                                              | Roger Scruton                               |
| Design                                                    | Michał Piernikowski                         |
| Nagroda im. Tadeusza Merty „Między historią a literaturą” | Jacek Kowalski                              |
| Mecenas kultury                                           | Grupa PZU                                   |
| Mecenas kultury                                           | Witold Konieczny i Roman Kruszewski         |

## Laureaci w roku 2018[7]
| Kategoria                                                 | Laureat                         |
| --------------------------------------------------------- | ------------------------------- |
| Teatr                                                     | Wiesław Komasa                  |
| Film                                                      | Marian Dziędziel                |
| Muzyka                                                    | Ryszard Peryt                   |
| Literatura                                                | Bronisław Wildstein             |
| Literatura                                                | Elżbieta Cherezińska            |
| Sztuki wizualne                                           | Piotr Bernatowicz               |
| Taniec                                                    | Jacek Łumiński                  |
| Twórczość ludowa                                          | Marta Walczak-Stasiowska        |
| Ochrona dziedzictwa kulturowego                           | Andrzej Szczerski               |
| Ochrona dziedzictwa kulturowego                           | Historia Bez Cenzury            |
| Ochrona dziedzictwa kulturowego za granicą                | Alicja Klimaszewska             |
| Ochrona dziedzictwa kulturowego za granicą                | C.Pierre Zaleski                |
| Upowszechnianie kultury                                   | Alicja Helman                   |
| Upowszechnianie kultury                                   | Emilian Kamiński                |
| Edukacja artystyczna                                      | Katarzyna Popowa-Zydroń         |
| Kultura cyfrowa                                           | Jakub Różalski                  |
| Architektura                                              | Piotr Lewicki i Kazimierz Łatak |
| Nagroda im. Tadeusza Merty „Między historią a literaturą” | Bohdan Urbankowski              |
| Specjalna Nagroda                                         | Ireneusz Bruski                 |
| Mecenas kultury                                           | PKN ORLEN (live)                |

## Laureaci w roku 2017[8]
| Kategoria                                  | Laureat                               |
| ------------------------------------------ | ------------------------------------- |
| Teatr                                      | Halina Łabonarska                     |
| Film                                       | Maciej Drygas                         |
| Muzyka                                     | Artur Ruciński                        |
| Muzyka                                     | Dariusz „Maleo” Malejonek             |
| Muzyka                                     | Małgorzata Walewska                   |
| Literatura                                 | Ernest Bryll                          |
| Sztuki wizualne                            | Radosław Szlaga                       |
| Architektura                               | Bolesław Stelmach                     |
| Taniec                                     | Bożena Kociołkowska                   |
| Twórczość ludowa                           | Czesława Kaczyńska                    |
| Edukacja artystyczna                       | Jan Ballarin                          |
| Kultura cyfrowa                            | Jakub Marszałkowski                   |
| Kultura cyfrowa                            | Tomasz Kobierski                      |
| Kultura cyfrowa                            | Łukasz Wołonkiewicz                   |
| Kultura cyfrowa                            | Dariusz Wawrzyniak                    |
| Upowszechnianie kultury                    | Stowarzyszenie Bibliotekarzy Polskich |
| Ochrona dziedzictwa kulturowego            | Izabella Galicka                      |
| Ochrona dziedzictwa kulturowego za granicą | Stanisław A. Morawski                 |
| Nagroda im. Tomasza Merty                  | Przemysław Dakowicz                   |
| Mecenas kultury                            | Tadeusz Mysłowski                     |
| Całokształt twórczości                     | Jan Pietrzak                          |

## Laureaci w roku 2016[9]
| Kategoria                                                | Laureat                           |
| -------------------------------------------------------- | --------------------------------- |
| Teatr                                                    | Antoni Libera                     |
| Film                                                     | Tomasz Bagiński                   |
| Film                                                     | Lech Majewski                     |
| Muzyka                                                   | Ewa Michnik                       |
| Muzyka                                                   | Włodzimierz Pawlik                |
| Literatura                                               | Jan Polkowski                     |
| Sztuki wizualne                                          | Teresa Murak                      |
| Taniec                                                   | Jacek Przybyłowicz                |
| Twórczość ludowa                                         | Józef Broda                       |
| Ochrona dziedzictwa narodowego                           | Eugenia Maresch                   |
| Upowszechnianie/animacja kultury                         | Fundacja Jutropera w Warszawie    |
| Edukacja artystyczna                                     | Stefan Wojtas                     |
| Kultura cyfrowa                                          | „This War of Mine” 11 bit studios |
| Architektura                                             | Tomasz Konior                     |
| Całokształt twórczości                                   | Andrzej Dobosz                    |
| Całokształt twórczości                                   | Jerzy Kalina                      |
| Całokształt twórczości                                   | Jarosław Marek Rymkiewicz         |
| „Między historią a literaturą” Nagroda im. Tomasza Merty | Andrzej Nowak                     |
| Mecenas Kultury 2016                                     | Ceramika Paradyż                  |

## Laureaci w roku 2015[10]
| Kategoria               | Laureat                |
| ----------------------- | ---------------------- |
| Teatr                   | Michał Zadara          |
| Teatr                   | Krzysztof Globisz      |
| Film                    | Tomasz Kot             |
| Muzyka                  | Jacek Kaspszyk         |
| Literatura              | Olga Tokarczuk         |
| Sztuki wizualne         | Zbigniew Warpechowski  |
| Twórczość ludowa        | Janusz Prusinowski     |
| Upowszechnianie kultury | Michał Nogaś           |
| Taniec                  | Ewa Wycichowska        |
| Ochrona dziedzictwa     | Maria Kałamajska-Saeed |
| Całokształt twórczości  | Adam Zagajewski        |
| Mecenas kultury         | Orange Polska          |
| Mecenas kultury         | Wojciech Pawłowski     |

## Laureaci w roku 2014[11]
| Kategoria               | Laureat                                               |
| ----------------------- | ----------------------------------------------------- |
| Teatr                   | Stanisława Celińska                                   |
| Teatr                   | Teatr Narodowy w Warszawie – nagroda honorowa         |
| Film                    | Agnieszka Grochowska                                  |
| Film                    | Paweł Pawlikowski                                     |
| Muzyka                  | Marek Moś z orkiestrą AUKSO                           |
| Literatura              | Wiesław Myśliwski                                     |
| Sztuki wizualne         | Krzysztof Gierałtowski                                |
| Twórczość ludowa        | Jan Karpiel-Bułecka                                   |
| Ochrona dziedzictwa     | Zofia Gołubiew – nagroda honorowa                     |
| Ochrona dziedzictwa     | Paweł Jaskanis – nagroda honorowa                     |
| Upowszechnianie kultury | Jadwiga Mackiewicz                                    |
| Upowszechnianie kultury | Miesięcznik „Architektura” – nagroda honorowa         |
| Taniec                  | Krzysztof Pastor                                      |
| Całokształt twórczości  | Wojciech Młynarski                                    |
| Mecenas Kultury         | Klub Mecenasów Muzeum Łazienki Królewskie w Warszawie |
| Kultura w sieci         | serwis lubimyczytac.pl                                |
| Specjalna Nagroda       | Julia Kijowska                                        |

## Laureaci w roku 2013[12]
| Kategoria               | Laureat                         |
| ----------------------- | ------------------------------- |
| Teatr                   | Maja Kleczewska                 |
| Film                    | Marcin Dorociński               |
| Muzyka                  | Piotr Beczała                   |
| Literatura              | Andrzej Franaszek               |
| Sztuki wizualne         | Goshka Macuga                   |
| Twórczość ludowa        | Jan Gaca                        |
| Ochrona dziedzictwa     | Fundacja Archeologia Fotografii |
| Fotografia              | Anna Bedyńska                   |
| Upowszechnianie kultury | Marek Gaszyński                 |
| Mecenas Kultury         | Jan Kulczyk                     |
| Całokształt twórczości  | Jan Kobuszewski                 |

## Laureaci w roku 2012[13]
| Kategoria                         | Laureat                               |
| --------------------------------- | ------------------------------------- |
| Teatr                             | Paweł Łysak                           |
| Film                              | Agata Kulesza                         |
| Film                              | Wojciech Smarzowski                   |
| Muzyka                            | Jan Ptaszyn Wróblewski                |
| Literatura                        | Stanisław Barańczak                   |
| Sztuki wizualne                   | Anda Rottenberg                       |
| Twórczość ludowa                  | Fundacja Braci Pawła i Łukasza Golców |
| Twórczość ludowa                  | Kapela ze Wsi Warszawa                |
| Upowszechnianie, animacja kultury | Marek Niedźwiecki                     |
| Kultura w sieci                   | Hirek Wrona i Kinga Jakubowska        |
| Nagroda Honorowa                  | portal legalnakultura.pl              |
| Całokształt twórczości            | Ewa Demarczyk                         |

## Laureaci w roku 2011[14]
| Kategoria                                                                                          | Laureat                                                                 |
| -------------------------------------------------------------------------------------------------- | ----------------------------------------------------------------------- |
| Literatura                                                                                         | Andrzej Stasiuk                                                         |
| Muzyka                                                                                             | Grażyna Auguścik                                                        |
| Muzyka                                                                                             | Katarzyna Nosowska                                                      |
| Muzyka                                                                                             | Olga Pasiecznik                                                         |
| Muzyka                                                                                             | Aga Zaryan                                                              |
| Sztuki wizualne                                                                                    | Katarzyna Kozyra                                                        |
| Sztuki wizualne                                                                                    | Robert Kuśmirowski                                                      |
| Teatr                                                                                              | Andrzej Chyra                                                           |
| Film                                                                                               | Marek Lechki                                                            |
| Film                                                                                               | Marcin Wrona                                                            |
| Architektura                                                                                       | Robert Konieczny                                                        |
| Animacja i upowszechnianie kultury                                                                 | Piotr Mysłakowski                                                       |
| Całokształt twórczości                                                                             | Michał Bristiger                                                        |
| Całokształt twórczości                                                                             | Stefan Gierowski                                                        |
| Doroczna Nagroda Honorowa Ministra Kultury i Dziedzictwa Narodowego 2011                           | Sinfonia Varsovia                                                       |
| Doroczna Nagroda Honorowa Ministra Kultury i Dziedzictwa Narodowego 2011                           | Stowarzyszenie Nowe Horyzonty                                           |
| Doroczna Nagrodę Ministra Kultury i Dziedzictwa Narodowego dla Instytucji w kategorii Mecenas Roku | Bank Pekao                                                              |
| Wyróżnienia w postaci Dyplomów Ministra                                                            | Towarzystwo Ratowania Dziedzictwa Kulturowego Kresów Dawnych i Obecnych |
| Wyróżnienia w postaci Dyplomów Ministra                                                            | Fiat Auto Poland                                                        |
| Wyróżnienia w postaci Dyplomów Ministra                                                            | Fundacja Sztuki Polskiej ING                                            |

## Laureaci w roku 2010[15]
| Kategoria                                                                | Laureat                   |
| ------------------------------------------------------------------------ | ------------------------- |
| Muzyka                                                                   | Piotr Anderszewski        |
| Muzyka                                                                   | Aleksandra Kurzak         |
| Sztuki wizualne                                                          | Paweł Althamer            |
| Literatura                                                               | Andrzej Bart              |
| Animacja i upowszechnianie kultury                                       | Maria Poprzęcka           |
| Teatr                                                                    | Krzysztof Warlikowski     |
| Teatr                                                                    | Grzegorz Jarzyna          |
| Film                                                                     | Robert Więckiewicz        |
| Film                                                                     | Bartosz Konopka           |
| Film                                                                     | Borys Lankosz             |
| Film                                                                     | Agata Buzek               |
| Całokształt twórczości                                                   | Tadeusz Konwicki          |
| Całokształt twórczości                                                   | Tomasz Stańko             |
| Doroczna Nagroda Honorowa Ministra Kultury i Dziedzictwa Narodowego 2010 | Narodowe Centrum Kultury  |
| Wyróżnienia w postaci Dyplomów Ministra                                  | Janusz Anderman           |
| Wyróżnienia w postaci Dyplomów Ministra                                  | Kamila Drecka             |
| Wyróżnienia w postaci Dyplomów Ministra                                  | Katarzyna Kolenda-Zaleska |

## Laureaci w roku 2009[16]
| Laureat                                                                                          |
| ------------------------------------------------------------------------------------------------ |
| Mirosław Bałka                                                                                   |
| Magdalena Cielecka                                                                               |
| Maria Janion                                                                                     |
| Jan Klata                                                                                        |
| Stefan Kuryłowicz                                                                                |
| Mariusz Kwiecień                                                                                 |
| Dorota Masłowska                                                                                 |
| Paweł Mykietyn                                                                                   |
| Jerzy Skolimowski                                                                                |
| Jarosław Suchan                                                                                  |
| Małgorzata Szumowska                                                                             |
| Jarosław Trybuś Grzegorz Piątek, Kobas Laksa, Nicolas Grospierre (zespół projektu Hotel Polonia) |
| Franciszek Pieczka – nagroda honorowa                                                            |

## Laureaci w roku 2008[17]
| Kategoria                   | Laureat                     |
| --------------------------- | --------------------------- |
| Ochrona dziedzictwa kultury | Maria Bokszczanin           |
| Teatr                       | Teresa Budzisz-Krzyżanowska |
| Teatr                       | Maja Komorowska             |
| Film                        | Tadeusz Chmielewski         |
| Sztuki plastyczne           | Tadeusz Dominik             |
| Sztuki plastyczne           | Andrzej Kostołowski         |
| Upowszechnianie kultury     | Krzysztof Droba             |
| Muzyka                      | Agnieszka Duczmal           |
| Muzyka                      | Zofia Helman–Bednarczyk     |
| Muzyka                      | Krzysztof Penderecki        |
| Literatura                  | Ludwik Jerzy Kern           |
| Literatura                  | Piotr Matywiecki            |

## Laureaci w roku 2007[18]
| Kategoria                   | Laureat                        |
| --------------------------- | ------------------------------ |
| Teatr                       | Erwin Axer                     |
| Teatr                       | Anna Seniuk                    |
| Teatr                       | Jerzy Stuhr                    |
| Teatr                       | Wojciech Tomczyk               |
| Film                        | Krzysztof Ptak                 |
| Film                        | Jadwiga Zajiček                |
| Literatura                  | Andrzej Bartyński              |
| Literatura                  | Marek Nowakowski               |
| Literatura                  | Roman Śliwonik                 |
| Muzyka                      | Roman Berger                   |
| Muzyka                      | Ewa Michnik                    |
| Muzyka                      | Paweł Szymański                |
| Ochrona dziedzictwa kultury | Jacek Purchla                  |
| Upowszechnianie kultury     | Maria Baliszewska              |
| Upowszechnianie kultury     | Andrzej Chłopecki              |
| Sztuki plastyczne           | Inez Baturo                    |
| Sztuki plastyczne           | Andrzej Baturo                 |
| Sztuki plastyczne           | Eugeniusz Mucha                |
| Sztuki plastyczne           | Witold Skulicz                 |
| Twórczość ludowa            | Władysław Kulawiak             |
| Doroczna Nagroda Honorowa   | Polskie Stowarzyszenie Jazzowe |

## Laureaci w roku 2006[19]
| Kategoria                   | Laureat                             |
| --------------------------- | ----------------------------------- |
| Literatura                  | Włodzimierz Odojewski               |
| Literatura                  | Piotr Kuncewicz                     |
| Literatura                  | Adam Pomorski                       |
| Literatura                  | Ryszard Krynicki                    |
| Teatr                       | Jerzy Radziwiłowicz                 |
| Teatr                       | Andrzej Dziuk                       |
| Teatr                       | Andrzej Seweryn                     |
| Film                        | Krzysztof Krauze                    |
| Film                        | Andrzej Konic                       |
| Muzyka                      | Tadeusz A. Zieliński                |
| Muzyka                      | Zofia Kilanowicz                    |
| Muzyka                      | Grażyna Pstrokońska-Nawratil        |
| Sztuki plastyczne           | Roman Owidzki                       |
| Sztuki plastyczne           | Bohdan Butenko                      |
| Sztuki plastyczne           | Zbigniew Horbowy                    |
| Ochrona dziedzictwa kultury | Marian Sołtysiak                    |
| Ochrona dziedzictwa kultury | Jerzy Jasiuk                        |
| Upowszechnianie kultury     | Tadeusz Górny                       |
| Upowszechnianie kultury     | Marek Żydowicz                      |
| Twórczość ludowa            | Józef Murawski                      |
| Doroczna Nagroda Honorowa   | Związek Polskich Artystów Plastyków |
| Doroczna Nagroda Honorowa   | Muzeum Scenografii w Katowicach     |

## Laureaci w roku 2005[20]
| Kategoria                   | Laureat                                                         |
| --------------------------- | --------------------------------------------------------------- |
| Literatura                  | Janusz Głowacki                                                 |
| Literatura                  | Jacek Bocheński                                                 |
| Literatura                  | Krzysztof Gąsiorowski                                           |
| Teatr                       | Jerzy Trela                                                     |
| Teatr                       | Andrzej Łapicki                                                 |
| Film                        | Jerzy Hoffman                                                   |
| Film                        | Mieczysław Jahoda                                               |
| Film                        | Janusz Morgenstern                                              |
| Muzyka                      | Michał Bristiger                                                |
| Muzyka                      | Jerzy Semkow                                                    |
| Muzyka                      | Zygmunt Krauze                                                  |
| Muzyka                      | Jerzy Maksymiuk                                                 |
| Sztuki plastyczne           | Józef Wilkoń                                                    |
| Sztuki plastyczne           | Magdalena Abakanowicz                                           |
| Ochrona dziedzictwa kultury | Marek Kwiatkowski                                               |
| Ochrona dziedzictwa kultury | Janusz Pulnar                                                   |
| Ochrona dziedzictwa kultury | Genowefa Grabowska                                              |
| Upowszechnianie kultury     | Aleksander Błachowski                                           |
| Upowszechnianie kultury     | Andrzej Mroczek                                                 |
| Twórczość ludowa            | Zygmunt Kuchta                                                  |
| Doroczna Nagroda Honorowa   | Zamek Królewski w Warszawie-Pomnik Historii i Kultury Narodowej |
| Doroczna Nagroda Honorowa   | Puls Biznesu                                                    |

## Laureaci w roku 2004[21]
| Kategoria                   | Laureat                                                         |
| --------------------------- | --------------------------------------------------------------- |
| Literatura                  | Małgorzata Baranowska                                           |
| Literatura                  | Wojciech Karpiński                                              |
| Teatr                       | Jan Kobuszewski                                                 |
| Teatr                       | Marek Walczewski                                                |
| Film                        | Witold Sobociński                                               |
| Taniec                      | Witold Gruca                                                    |
| Muzyka                      | Ewa Pobłocka                                                    |
| Muzyka                      | Bohdan Pociej                                                   |
| Sztuki plastyczne           | Jan Berdyszak                                                   |
| Sztuki plastyczne           | Eugeniusz Markowski                                             |
| Sztuki plastyczne           | Franciszek Starowieyski                                         |
| Ochrona dziedzictwa kultury | Ryszard Dembiński                                               |
| Upowszechnianie kultury     | Grażyna Dąbrowska                                               |
| Upowszechnianie kultury     | Andrzej Surowiec                                                |
| Twórczość ludowa            | Teresa Pryzmont                                                 |
| Doroczna Nagroda Honorowa   | Jacek Kaczmarski (pośmiertnie)                                  |
| Doroczna Nagroda Honorowa   | Narodowa Orkiestra Symfoniczna Polskiego Radia w Katowicach     |
| Doroczna Nagroda Honorowa   | Międzynarodowy Festiwal Muzyki Współczesnej „Warszawska Jesień” |

## Laureaci w roku 2003[22]
| Kategoria                   | Laureat                                   |
| --------------------------- | ----------------------------------------- |
| Literatura                  | Joanna Guze                               |
| Teatr                       | Janusz Gajos                              |
| Teatr                       | Andrzej Kreütz Majewski                   |
| Film                        | Marek Koterski                            |
| Muzyka                      | Maria Fołtyn                              |
| Muzyka                      | Janusz Olejniczak                         |
| Muzyka                      | Wojciech Kilar                            |
| Sztuki plastyczne           | Wojciech Fangor                           |
| Ochrona dziedzictwa kultury | Janusz Odrowąż-Pieniążek                  |
| Upowszechnianie kultury     | Erwin Kruk                                |
| Upowszechnianie kultury     | Elżbieta Markowska                        |
| Upowszechnianie kultury     | Andrzej Starmach                          |
| Twórczość ludowa            | Zuzanna Kawulok                           |
| Działalność wydawnicza      | Barbara Toruńczyk                         |
| Doroczna Nagroda Honorowa   | Ośrodek Praktyk Teatralnych „Gardzienice” |
| Doroczna Nagroda Honorowa   | Poczta Polska                             |

## Laureaci w roku 2002[23]
| Kategoria                   | Laureat               |
| --------------------------- | --------------------- |
| Literatura                  | Julia Hartwig         |
| Literatura                  | Jerzy Lisowski        |
| Teatr                       | Adam Kilian           |
| Teatr                       | Józef Szajna          |
| Teatr                       | Danuta Szaflarska     |
| Film                        | Robert Gliński        |
| Film                        | Wojciech Marczewski   |
| Muzyka                      | Henryk Czyż           |
| Muzyka                      | Bernard Ładysz        |
| Muzyka                      | Bogusław Schaeffer    |
| Sztuki plastyczne           | Adam Myjak            |
| Ochrona dziedzictwa kultury | Edmund Małachowicz    |
| Ochrona dziedzictwa kultury | Ferdynand Ruszczyc    |
| Upowszechnianie kultury     | Kazimierz Brakoniecki |
| Upowszechnianie kultury     | Krystyna Greczycho    |
| Twórczość ludowa            | Stefania Topola       |
| Balet                       | Irena Turska          |
| Nagroda Honorowa            | Teatr Biuro Podróży   |

## Laureaci w roku 2001[24][25]
| Laureat                                                              |
| -------------------------------------------------------------------- |
| Jerzy Bereś                                                          |
| Witold Giersz                                                        |
| Elżbieta Isakiewicz                                                  |
| Stanisław Krzywicki                                                  |
| Konstanty Andrzej Kulka                                              |
| Albrecht Lempp                                                       |
| Wiesław Michnikowski                                                 |
| Krystyna Miłobędzka                                                  |
| Andrzej Nikodemowicz                                                 |
| Andrzej Nowakowski                                                   |
| Bronisław Pawlik                                                     |
| Zofia Romanowiczowa                                                  |
| Stanisław Różewicz                                                   |
| Ewa Starowieyska                                                     |
| Teatr Ósmego Dnia (nagroda honorowa)                                 |
| Państwowy Zespół Ludowy Pieśni i Tańca „Mazowsze” (nagroda honorowa) |

## Laureaci w roku 2000[28]
| Laureat                                 |
| --------------------------------------- |
| Leszek Elektorowicz                     |
| Halina Gryglaszewska                    |
| Romuald Karaś                           |
| Włodzimierz Kotoński                    |
| Jan Kuruc                               |
| Marcel Łoziński                         |
| Andrzej Michałowski                     |
| Jan Ostrowski                           |
| Zygfryd Rekosz                          |
| Stanisław Rodziński                     |
| Janusz Stanny                           |
| Henryk Tomaszewski                      |
| Krzysztof Zanussi                       |
| Krystian Zimmerman                      |
| Scena Plastyczna KUL (nagroda honorowa) |

## Laureaci w roku 1999[29]
| Laureat |
| --- |
| Rodzina Brzozowskich - za upowszechnianie folkloru łowickiego                                              |
| Janusz Cegiełła - za monografię Dziecko szczęścia. Aleksander Tansman i jego czasy                         |
| Marian Grześczak - w dziedzinie literatury                                                                 |
| Tadeusz Stefan Jaroszewski - za osiągnięcia naukowe i popularyzatorskie w dziedzinie historii architektury |
| Izabela Kłosińska - w dziedzinie sztuki wokalnej                                                           |
| Marian Kornecki - w dziedzinie konserwacji dzieł sztuki                                                    |
| Jan Krenz - w dziedzinie muzyki                                                                            |
| Juliusz Machulski - za osiągnięcia reżyserskie i producenckie w dziedzinie filmu                           |
| Muzeum Literatury im. Adama Mickiewicza w Warszawie - w dziedzinie upowszechniania literatury              |
| Józef Patkowski - w dziedzinie muzyki                                                                      |
| Igor Przegrodzki - w dziedzinie sztuki aktorskiej                                                          |
| Jan Tarasin - w dziedzinie malarstwa                                                                       |
| Władysław Lech Terlecki - w dziedzinie prozy                                                               |
| Henryk Tomaszewski - w dziedzinie plakatu                                                                  |
| Mieczysław Tomaszewski - za monografię Chopin. Człowiek, dzieło, rezonans                                  |
| Waldemar Zawodziński - w dziedzinie reżyserii                                                              |

## Laureaci w roku 1998[29]
| Laureat                                                                                          |
| ------------------------------------------------------------------------------------------------ |
| Henryk Mikołaj Górecki - w dziedzinie twórczości kompozytorskiej                                 |
| Zbigniew Herbert - w dziedzinie literatury (pośmiertnie)                                         |
| Gustaw Herling-Grudziński - w dziedzinie literatury                                              |
| Gustaw Holoubek - w dziedzinie teatru                                                            |
| Marian Jachimowicz - w dziedzinie literatury                                                     |
| Kazimierz Kord - w dziedzinie sztuki dyrygenckiej                                                |
| Jan Lebenstein - w dziedzinie malarstwa i grafiki                                                |
| Krystian Lupa - w dziedzinie teatru                                                              |
| Irena Najdek - w dziedzinie sztuki ludowej                                                       |
| Anatol Jan Omelaniuk - w dziedzinie upowszechniania kultury                                      |
| Program II Polskiego Radia - za propagowanie wartości kulturotwórczych i upowszechnianie kultury |
| Andrzej Rottermund - w dziedzinie ochrony dóbr kultury                                           |
| Władysław Lech Terlecki - w dziedzinie prozy                                                     |
| Jerzy Skarżyński - w dziedzinie scenografii i malarstwa                                          |
| Andrzej Wajda - w dziedzinie filmu                                                               |

## Laureaci w roku 1997[30]
| Kategoria               | Laureat              |
| ----------------------- | -------------------- |
| Twórczość artystyczna   | Andrzej Hiolski      |
| Twórczość artystyczna   | Jerzy Jarocki        |
| Twórczość artystyczna   | Jerzy Kawalerowicz   |
| Twórczość artystyczna   | Eugeniusz Knapik     |
| Twórczość artystyczna   | Jerzy Nowosielski    |
| Twórczość artystyczna   | Tadeusz Różewicz     |
| Twórczość artystyczna   | Jan Twardowski       |
| Twórczość artystyczna   | Zbigniew Zapasiewicz |
| Upowszechnianie kultury | Helena Kamieniarz    |
| Upowszechnianie kultury | Andrzej Matuszewski  |
| Upowszechnianie kultury | Joanna Papuzińska    |
| Ochrona dóbr kultury    | Tadeusz Chruścicki   |
| Ochrona dóbr kultury    | Leszek Czapski       |

## Kontrowersje
Jarosław Lipszyc krytykował przyznanie nagrody w 2012 dla Hirka Wrony za kampanię Bądź świadomy i Kingi Jakubowskiej za kampanię Legalna Kultura, twierdząc, że akcja została przygotowana pod patronatem i z finansowym wsparciem MKiDN. Zarzucał też laureatom, że ich kampania chce przekonać ludzi do rezygnowania z indywidualnego prawa uczestnictwa w kulturze na rzecz zysków przemysłu kultury.